# Dancing Ledge Productions
A Dancing Ledge Productions é uma produtora de televisão britânica fundada em 2016. A companhia desenvolve e produz projetos de TV e filmes em parceria com diversas emissoras do Reino Unido e internacionais. Trabalha internacionalmente com a Fremantle Media, que detém uma participação de 25% na empresa.